# Гастролиты
Гастроли́ты (от др.-греч. γαστήρ — желудок и λίθος — камень, минерал) или желудочные камни — камни, обломки минералов и горных пород, проглоченные животными с относительно слабой (по отношению к употребляемой пище) зубной системой, преимущественно хорошо отшлифованные после пребывания в пищеварительных органах. Подобные камни целенаправленно заглатываются, а затем, попадая в мускульный отдел желудка, способствуют перетиранию плотной и волокнистой пищи.
Гастролиты присутствуют в желудках многих видов современных птиц, преимущественно зерноядных. Обнаруживаются они в сходных по строению с птичьим желудках муравьедов и панголинов, рацион которых представлен муравьями и термитами, а также у ехидны и утконоса, которые питаются насекомыми и беспозвоночными животными.
Среди современных рептилий только у крокодилов в обособленной мускульной части желудка почти всегда находится значительное количество гастролитов — так, у нильского крокодила (Crocodilus niloticus) их масса может достигать 5 кг. Однако у крокодилов и морских млекопитающих (тюленей, дельфинов, моржей, китов) гастролиты выполняют также вторую функцию — перемещают центр тяжести вперед и вниз, придавая животным большую устойчивость при плавании.
Известны находки гастролитов у вымерших животных, например, у плезиозавров и ихтиозавров, а также у динозавров.